# Tropicomyia haemanthi
Tropicomyia haemanthi är en tvåvingeart som beskrevs av Spencer 1963. Tropicomyia haemanthi ingår i släktet Tropicomyia och familjen minerarflugor. Inga underarter finns listade i Catalogue of Life.